# Priyanka Roy
Priyanka Roy, nascida em 2 de março de 1988, é uma jogadora de críquete indiana.
Batedora destra e arremessadora de quebra de perna, ela jogou 27 One Day Internationals e 15 Twenty20 Internationals pelo time feminino da Índia. Suas atuações na Copa do Mundo Feminina de Críquete de 2009 a levaram a ser nomeada para a equipe do torneio do ICC.
Priyanka está na lista das 100 Mulheres da BBC do ano de 2017.